# Arnau Ramírez
Arnau Ramírez Carner, né le 15 février 1989, est un homme politique espagnol membre du Parti des socialistes de Catalogne (PSC).
Il est élu député de la circonscription de Barcelone lors des élections générales d'avril 2019.